# In Your Own Time
Albums de Mark Owen
Green Man
(1996) How The Mighty Fall
(2005)
In Your Own Time est le titre du second album du chanteur britannique Mark Owen.
Cet album est sorti le 3 novembre 2003, soit sept ans après son premier album. 

Les singles tirés de l'album sont Four Minute Warning et Alone Without You.

## Liste des chansons
1. Four Minute Warning
2. Gravity
3. Alone Without You
4. Head In The Clouds
5. Kill With Your Smile
6. Close To The Edge
7. How Do You Love
8. Pieces Of Heaven
9. Turn The Light On
10. Crush
11. Baby I'm No Good
12. If You Weren't Leaving Me
13. My Life